# Euderomphale secunda
Euderomphale secunda is een vliesvleugelig insect uit de familie Eulophidae. De wetenschappelijke naam is voor het eerst geldig gepubliceerd in 1939 door Mani.